# Pilea wullschlaegelii
Pilea wullschlaegelii är en nässelväxtart som beskrevs av Ignatz Urban. Pilea wullschlaegelii ingår i släktet pileor, och familjen nässelväxter. Inga underarter finns listade i Catalogue of Life.